# OSCAR 1
OSCAR 1（英文全稱：Orbiting Satellite Carrying Amateur Radio 1）是史上第一颗进入低地球轨道的业余无线电卫星，由奥斯卡计划發射。OSCAR 1于1961年12月12日由雷神系列運載火箭运载火箭从加利福尼亚州隆波克范登堡空军基地发射。卫星是一个矩形盒子（30 x 25 x 12厘米），重10公斤，作为Corona 9029的二级载荷（secondary payload）发射。这是第八次，也是最后一次发射KH-3的卫星。
OSCAR 1有一个由电池驱动的140mW发送器，工作于2m 波段（144.983MHz），使用了一个60厘米的单极发送天线，但是没有高度控制系统。相似于斯普特尼克1号，OSCAR 1只携带了一个简易的信标灯。 OSCAR 1发送了三个星期的“HI”摩尔斯电码。直到今天，有很多组织识别他们的摩尔斯电码卫星为“HI”，而“HI”在摩尔斯电码中也表示好笑的意思，如在互联网上的“LOL”。
OSCAR 1维持运作了22天，于1962年1月3日停止运行，并于1962年1月31日重新进入大气层。  
OSCAR 1发射后，美国副总统林登·约翰逊为此发了一封电报作为庆祝，上面写道：“对我来说，这个项目象征着这个国家所代表的自由——企业自由和全世界的个人参与自由。（原文为：For me this project is symbolic of the type of freedom for which this country stands — freedom of enterprise and freedom of participation on the part of individuals throughout the world）” 

## 奥斯卡计划
奥斯卡计划与OSCAR 1起源于1959年，當唐纳德斯托納（Donald Stoner，呼号为W6TNS，一位业余无线电操作员和技术写作员）询问有没有人有多余的火箭，因為太阳能和半导体科技已经足够成熟去制造小型和低功率的无线电中继器。相似地，有几个在洛克希德·马丁工作的员工为了发射小型业余卫星到轨道而在1960年成立了奥斯卡计划。当时，洛克希德在为美国政府建造运载火箭和卫星，而很多员工也刚好是火腿族，隶属与洛克希德业余无线电总会（Lockheed amateur radio club）。
奥斯卡计划有限责任公司的创办董事长为Mirabaeu Towns, jr. (K6LFI)，Stanley Benson (K6CBK)，Harley Gabrielson (W6HEK)，Fred Hicks (W6EJU)，William Orr (W6SAI)，Nicholas Marshall (W6OLO)，Harry Engwicht (W6HC)，Thomas Lott (VE2AGF)，Jerre Crosier (W6IGE)，Harry Workman (K6JTC)，Richard Esneault (W4IJC/6)和Donald Stoner。
奥斯卡计划的成员们在洛克希德和美国空军的支持下建造了OSCAR 1。1961年12月12号，OSCAR 1作为雷神系列运载火箭的二级载荷（secondary payload）顺利升空。
奥斯卡计划还协调了地面网络来在发射后监视OSCAR 1。有九个业余电台在世界各地互相进行协调，分别位于南极洲、夏威夷、康涅狄格州、阿拉斯加州和加利福尼亚州。不过由于空军不允许任何人事先了解发射时间表，因此各个电台进行了练习和演习并一直处于待命状态以确认发射。各电台皆对OSCAR 1通过的情况进行录音，并将数据转发到加利福尼亚州桑尼维尔进行处理。世界各地的业余爱好者进行了超过 500 次地面接收观测。OSCAR 1 在轨道上维持运作了22天。 
有不少个人都参与了 OSCAR 1 的设计、建造和测试，其中许多人都是洛克希德公司的员工：Clarence A Andrews，jr. (W0LIIV)，Douglas K. Beck (WA6QQI)，Albert R. Die (W3LSZ/6)，Albert F. Gaetano (W6VZT)，Russell Garner (K5VPN/6)，Gail Gangwish，H. Hughes，Howard Linnenkohl (K0SDD)，H. E. Poole，Charles S. Smallhouse (WA6MGZ)和Lance Ginner (K6GSJ)。
继OSCAR 1成功之后，奥斯卡计划又开发并推出了OSCAR 2和OSCAR 3。
1963年，OSCAR 1的一个备用件被捐赠给了华盛顿特区的国家航空航天博物馆。  OSCAR 1 的第三个备用零件已被恢复，并已完全投入运行，由公用电源供电。截至2011年，它仍在康涅狄格州纽因顿的美国无线电中继联盟（ARRL）总部展出，并持续以摩尔斯电码在145MHz播送“HI”。  

## 外部連結
- OSCAR 1 : 50 年前发射 （页面存档备份，存于）
- 奥斯卡计划（Project OSCAR） （页面存档备份，存于）